# Ante Žanetić
Ante Žanetić (Korčula, 18 de novembro de 1936 - 18 de dezembro de 2014) foi um futebolista croata, medalhista olímpico. 

## Carreira
Ante Žanetić fez parte do elenco medalha de ouro, nos Jogos Olímpicos de 1960.